# The Eye (Album)
The Eye ist ein Heavy-Metal-Album von King Diamond. Es wurde 1990 veröffentlicht.
Als Besonderheit unter vielen Heavy-Metal-Alben, die einzelne thematisch abgeschlossene Lieder enthalten, erzählt King Diamond häufig eine zusammenhängende Geschichte. Auch The Eye ist ein solches Konzeptalbum.
The Eye ist ein magisches Medaillon, welches an einer Halskette hängt. Es hat die Form eines Auges, auf dem ein kleiner geflügelter Teufel sitzt. Die Besonderheit dieses Medaillon ist, dass es einen Blick in die Vergangenheit ermöglicht. Durch das Auge sieht man die Lebens- und Leidensgeschichten der vorhergehenden Besitzer.
Das Thema wurde auf dem Cover umgesetzt. Die Vorderseite zeigt das Medaillon auf violettem Samt. Die Rückseite zeigt eine öffentliche Hexenverbrennung. Die Hexe trägt das Medaillon an einer Kette um den Hals.

## Komposition
Fünf der Titel wurden von King Diamond komponiert und vier von seinem langjährigen Partner Andy LaRocque. Ein Lied komponierte Andy LaRocque mit dem neuen Schlagzeuger Snowy Shaw. Die Liedtexte wurden von King Diamond geschrieben.
Dies ist das erste Album, das nicht mehr mit dem ursprünglichen Schlagzeuger Mikkey Dee eingespielt wurde, weil dieser wegen exzessiven Drogenkonsums die Band verlassen musste. Dee war auf den vier Vorgängeralben Schlagzeuger der Band. Für die Schlagzeugparts war erstmals Snowy Shaw an Bord geholt worden, der sämtliche Parts mit einem elektronischen Schlagzeug einspielte.
In den Kompositionen wird stark mit Keyboards, bzw. Synthesizer gearbeitet. Eingesetzt werden diese aber weniger für das Erzeugen stimmungsvoller sphärischer Klangkulissen, sondern vor allem für künstliche Instrumente, wie z. B. Kirchenorgel, Violine, Violoncello, Cembalo, Xylophon und Kontrabass. Diese untermalen die Stimmung des Albums ähnlich wie das bei Filmmusik der Fall ist. Ebenso haben sie symbolischen Charakter: Die Orgel ist das Symbol der Kirche und der kirchlichen Institutionen. Die Geige ist das Symbol des Teufels.
Typisch für das Album ist der Gesang von King Diamond. Er singt häufig im Falsett. Dazu gebraucht er das Falsett für die Texte der weiblichen Figuren, aber auch für gewöhnliche Parts. Er braucht seine Stimme auch für Effekte, wie z. B. Gelächter oder krächzende Stimmen. Diese klingen ähnlich wie die Stimmen der Gremlins aus dem gleichnamigen Film.

## Titelliste
1. Eye of the Witch – 3:47 (Diamond)
2. The Trial (Chambre Ardente) – 5:13 (Diamond) – künstliche Kirchenorgel.
3. Burn – 3:42 (Diamond) – künstliche Violine.
4. Two Little Girls – 2:41 (Diamond) – reines Keyboardstück: künstliches Xylophon, Violoncello, Kontrabass.
5. Into the Convent – 4:47 (LaRocque – Shaw)
6. Father Picard – 3:19 (Blakk)
7. Behind these Walls – 3:45 (Diamond) – künstliches Cembalo
8. The Meetings – 4:31 (LaRocque)
9. Insanity – 3:00 (LaRocque) – instrumental: bloß unverzerrte E-Gitarren (Lead- und Rhythmusgitarre) zu Beginn, später verzerrte E-Gitarren, Keyboard, Bass und Schlagzeug
10. 1642 Imprisonment – 3:31 (LaRocque)
11. The Curse – 5:42 (Diamond)

## Die Handlung
Die Personen dieser Geschichten haben wirklich gelebt. Die Geschichten spielen während der französischen Inquisition. Die eine erzählt von einer Hexenverbrennung Mitte des 15. Jahrhunderts und die andere von Unzucht in einem französischen Konvent zwischen 1607 und 1647.
Die Geschichte hat drei Zeitebenen. Die Lieder Eye of the Witch und The Curse sind die Zeitebene des anonymen Erzählers: Bei Eye of the Witch taucht der Erzähler in die Vergangenheit ein. Dass das Medaillon diese magische Fähigkeit besitzt, erfährt der Hörer erst im Schlusslied The Curse.
Die Lieder The Trial (Chambre Ardente) und Burn berichten von der Folterung und Hinrichtung der als Hexe verurteilten Jeanne Dibasson durch Gabriel Nicolas de la Reynie, der Scharfrichter am Chambre ardente war, dem Gericht für den Tod durch den Scheiterhaufen in Paris. Er führte die Untersuchungen an Hexen selbst durch. Die Untersuchung, die an Jeanne Dibasson durch de la Reymie vorgenommen wurde, war die Nadelprobe (The Trial (Chambre Ardente)). Als schuldig empfunden, wurde Jeanne Dibasson auf dem Scheiterhaufen verbrannt (Burn).
Im Lied Two Little Girls finden zwei Mädchen Jahre später auf dem Grund, wo Jeanne Dibasson verbrannt wurde, das Medaillon. Das eine Mädchen hebt es aus der Asche in die Höhe, und als ein Streit ausbricht, wer das Medaillon haben darf, sieht das andere Mädchen (Madeleine Bavent) versehentlich in das Auge. Erschrocken über die gesehene Vergangenheit von Jeanne Dibasson wendet es sich beim Lied Into the Convent an Vater Pierre David, der Kaplan des Konvents in Louviers ist. Er verführt das Mädchen und missbraucht es sexuell. Später stirbt er bei einer Messe, als er in das Medaillon von Madeleine hineinblickt. Madeleine hat das Medaillon vor der Messe gesucht, gefunden und zum Schutz vor weiteren Übergriffen getragen.
Mathurin Le Picard wird neuer Kaplan des Konvents (Father Picard). Er setzt die sexuellen Missbräuche seines Vorgängers fort und mischt den Nonnen Drogen in den Kommunionswein, um sie gefügig zu machen.
Im Lied Behind These Walls zeigt Madeleine gewisse mentale Störungen durch die Drogen. Sie kann sich nicht mehr an alles erinnern. Das einzige, woran sie sich erinnern kann, sind Schreie, die vermutlich aus ihrer Erinnerung vom Blick in das Medaillon und der Geschichte um die Folterung und Hinrichtung von Jeanne Dibasson stammen. Ebenso kommen ihr große Zweifel an Kaplan Picard.
Das Lied The Meetings erzählt von der Geburt eines Kindes durch Madeleine Bavent und der Kreuzigung desselben durch Le Picard und andere Konventmitglieder während einer Schwarzen Messe.
Darauf folgt ein Instrumentalstück mit dem Namen Insanity („Geisteskrankheit“). Diamond deutet hier an, dass Madeleine durch diese Vorgänge im Konvent verrückt geworden ist.
Im darauf folgenden Lied 1642 Imprisonment erzählt Diamond, dass Madeleine Bavent wegen ihrer Geisteskrankheit ins Gefängnis gesteckt wurde.
Die Geschichte endet mit dem Lied Curse. Dort lässt Diamond den Erzähler der Geschichte das Geheimnis des Medaillons verraten. Der Erzähler besitzt heute dieses Medaillon und konnte dadurch durch die Vergangenheit hindurchsehen und die Geschichte von Jeanne Dibasson und Madeleine Bavent erfahren und erzählen.

## Die Personen
Folgende Personen haben existiert:
- Jeanne Dibasson wurde Mitte des 15. Jahrhunderts als Hexe verurteilt und auf dem Scheiterhaufen verbrannt.
- Gabriel Nicolas de la Reynie war Scharfrichter beim Chambre ardente in Paris und zuständig für die Verurteilung von Jeanne Dibasson.
- Madeleine Bavent war mit achtzehn Jahren dem Konvent in Louviers im Jahr 1625 beigetreten und wurde durch einen Priester vergewaltigt. Sie starb 1647 im Gefängnis.
- Vater Pierre David war der Kaplan des Konventes bis zu seinem Tod im Jahr 1628.
- Mathurin Le Picard war Kaplan des Konventes von 1628 bis zu seinem Tod im Jahr 1642.

## Rezeption
Das deutsche Magazin Rock Hard kürte The Eye als drittbestes Album des Monats mit einem Notendurchschnitt von 8,83 von maximal 10 Punkten. Frank Albrecht schrieb in seiner Rezension, dass nach vorhergegangener Kritik an den Produktionen von King Diamond nun wieder eine Platte produziert wurde, die von der Qualität an Mercyful-Fate-Zeiten erinnern. Auf der Platte seien nun wieder vermehrt Breaks und Tempowechsel zu hören und er setze verstärkt Keyboard ein. Als Fazit zieht Albrecht: „Es ist einfach erfrischend, diese Platte zu hören, da die Tracks viel Abwechslung bieten, die Platte erstklassig produziert wurde und es solche Soundcollagen wie bei ‚Two Little Girls‘ einfach nur beim König zu hören gibt. ‚The Eye‘ ist meiner Meinung nach das stärkste Werk des Königs seit ‚Don't Break The Oath‘“.